# Magnus Carlsson
Lars Magnus Carlsson (Borås, 24 de junio de 1974) es un solista pop sueco y exmiembro del grupo Alcazar.

## Primeros años
Magnus Carlsson creció en Fristad, a las afueras de Borås. Luego se trasladó a estudiar cuatro años a la facultad de arte de Gotemburgo, donde cursó estudios para convertirse en profesor de música y de técnicas vocales .

## Carrera

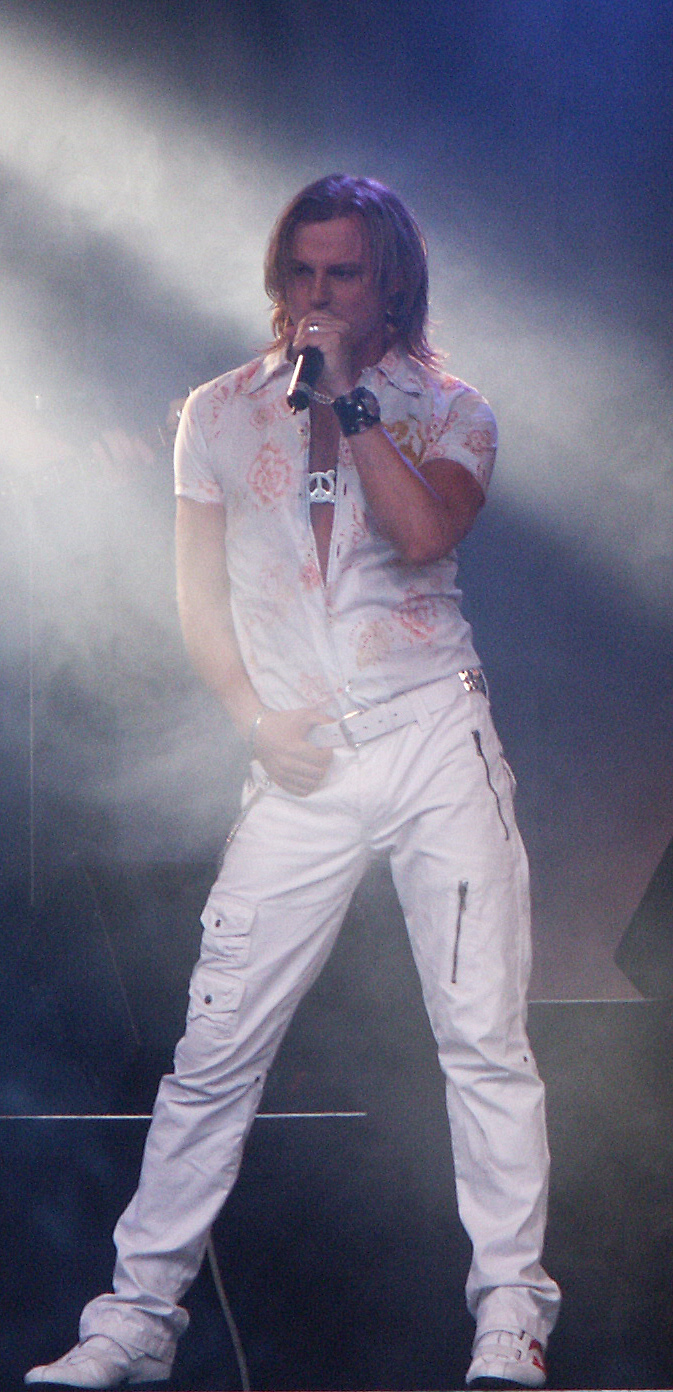
Carlsson como miembro de Alcazar en un concierto de 2004.

Magnus ha sido miembro de los grupos de pop suecos Barbados y, posteriormente, de Alcazar.
A finales de 2002, Carlsson decidió dejar Barbados, el 13 de diciembre de 2002 Carlsson se convirtió en un miembro oficial del grupo Alcazar. El 24 de enero de 2003, Magnus hizo su último concierto con Barbados. 

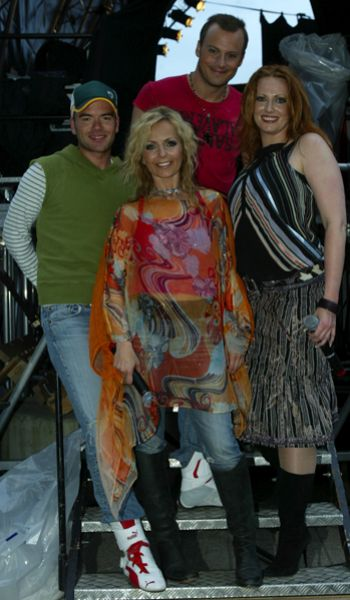
Magnus Carlsson entre las dos chicas del grupo Alcazar.

Desde 2005, Magnus se presenta en solitario, si bien, el grupo Alcazar, no ha sido disuelto oficialmente.
En 2007 entró a formar parte de la Original Abba Orchestra, de gira por Suecia, trabajo que compagina con su carrera en solitario.
Carlsson participó en el Melodifestivalen todos los años entre 2000 y 2007, con la única excepción de 2004, ya fuera con Barbados, Alcazar o como solista. En su primera participación con Barbados, alcanzó el segundo lugar con el tema «Se mig», repitiendo posición al año siguiente con «Allt som jag ser». Junto a Alcazar, en tanto, llegó en dos oportunidades el tercer lugar, primero con «Not a sinner nor a saint» (ni un pecador ni un santo) en 2003 y luego en 2005 con «Alcastar». Volvió a participar en el Melodifestivalen 2015, llegando a la final con el tema «Möt mig i Gamla stan».

## Vida personal
Es abiertamente homosexual y un gran activista de los derechos homosexuales en Suecia.
La pareja más conocida de Magnus fue su compañero del grupo Alcazar, Andreas Lundstedt.
En la actualidad vive en Estocolmo, está casado con Mats Carlsson y tiene 4 perros: Selma, Pipen, Barbro y Doris.

## Discografía
Álbumes en solitario
- 2007: Live Forever: The album
- 2006: Spår i snön
- 2006: Magnus Carlsson
- 2001: En ny jul

Sencillos en solitario
- 2007: Waves of Love
- 2007: Live forever
- 2006: Wrap myself in paper
- 2006: Mellan vitt og svart
- 2006: Lev livet!
- 2002: Finns det mirakel
- 2001: Mitt vinterland

Álbumes de Alcazar con Magnus
- 2004, 2005: Dancefloor Deluxe
- 2003, 2004: Alcazarized

Sencillos de Alcazar con Magnus
- 2005: Start the Fire
- 2005: Alcastar
- 2004: Here I Am
- 2004: Physical
- 2004: This is the World We Live in
- 2003: Love Life
- 2003: Someday
- 2003: Ménage à trois
- 2003: Not a Sinner nor a Saint

Álbumes de Barbados con Magnus
- 1994: Barbados
- 1997: The Lion Sleeps Tonight
- 1998: Nu Kommer Flickorna
- 1999: Belinda
- 1999: Rosalita
- 1999: When The Summer Is Gone
- 2000: Kom Hem
- 2001: Tracks For Tracks
- 2001: Collection 1994-2001
- 2002: Världen Utanför
- 2003: Rewind
- 2005: Best Of Barbados 1994-2004
- 2006: 20 Hits